# Хитер, Дэнни
Дэнни Хитер (англ. Danny Heater; родился 27 февраля 1942 года, Бернсвилл, Западная Виргиния) — американский баскетболист, в школьном возрасте выступавший на позиции защитника. Наиболее известен как обладатель рекорда по количеству очков, набранных школьником в одной игре (135).

## Биография
Хитер родился в 1942 году в Бернсвилле, Западная Виргиния в семье шахтёра. К 1960 году, когда 17-летний Дэнни был основным игроком баскетбольной команды старшей школы Бернсвилла, его отец не работал почти год. Тренер Джек Сталнакер понимал, что единственный путь юноши в профессиональный баскетбол лежит через колледж, а учитывая финансовые возможности, поступить туда он мог только благодаря стипендии за выдающуюся игру. Поэтому перед матчем против слабой сборной старшей школы Уидена Сталнакер попросил своих подопечных чаще давать мяч Хитеру.
На момент игры рекорд штата по количеству очков, набранных одним школьником, составлял 72 очка. К перерыву форвард набрал 50 очков, а за вторую половину — 85, в том числе 55 за последние десять минут игры. Всего за 32-минутную игру Хитер реализовал 53 из 70 бросков с игры и 29 из 41 штрафных, набрав 135 очков из 173, набранных всей командой, а также совершил 32 подбора и отдал 7 передач. Этот результат был сертифицирован NFHS как рекордный по количеству очков, набранных американским школьником в одной игре.
Позднее Хитер получил стипендию на обучение в Университете Ричмонда, но не смог закрепиться в баскетбольной команде. По состоянию на 2023 год жил в Мартинсберге. Дэнни никогда не гордился своим рекордом.